# Suco de lima

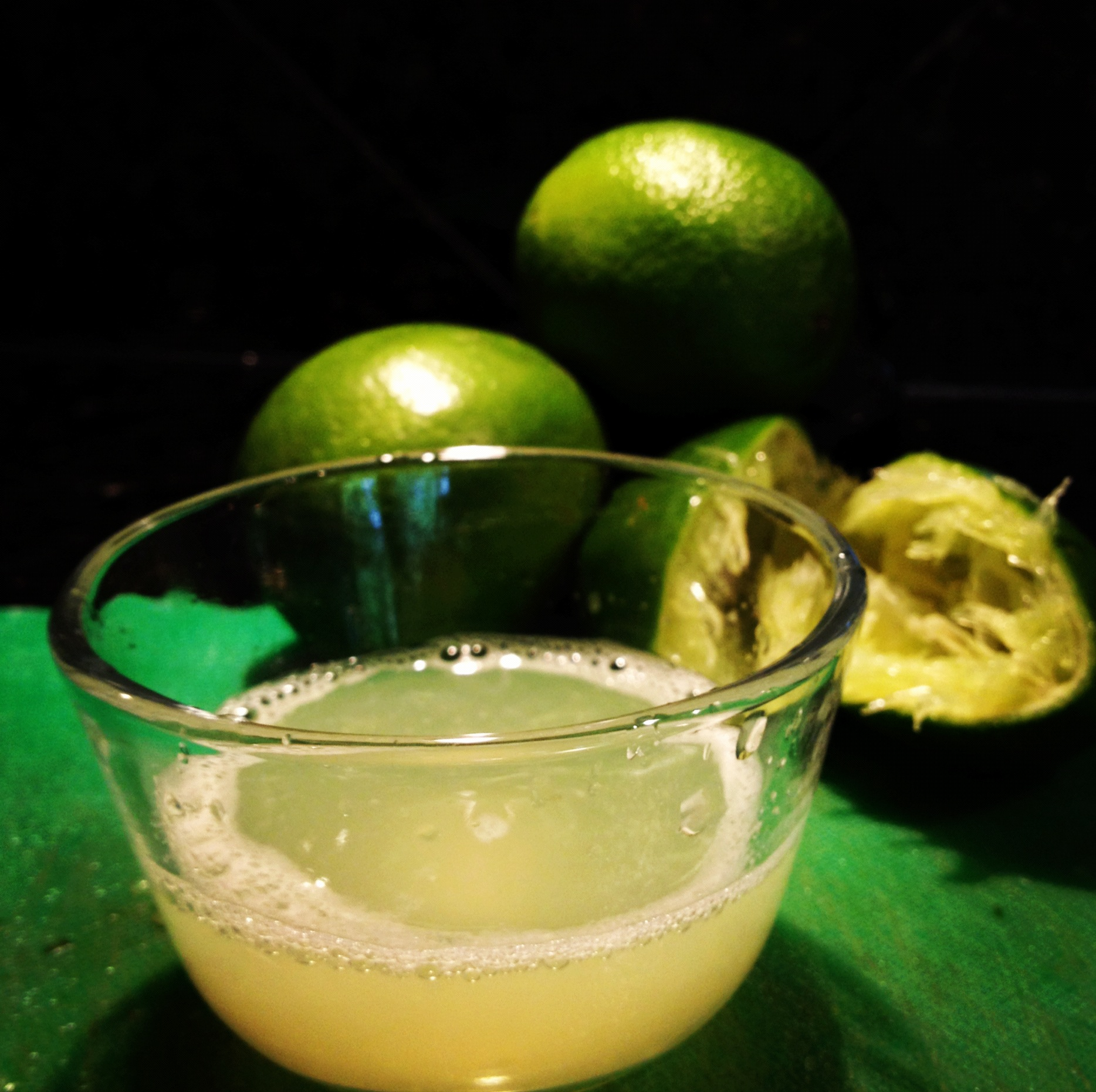
Sumo de lima

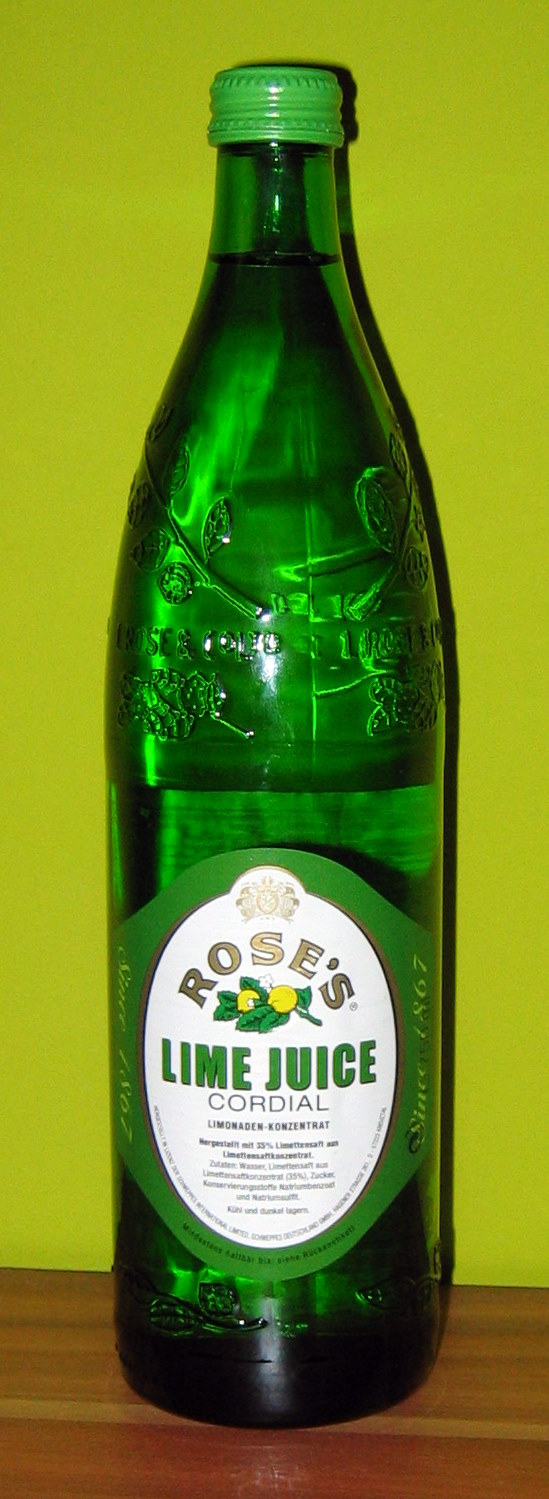
Suco de lima engarrafado

Suco (português brasileiro) ou sumo (português europeu) de lima é uma bebida que tem a lima como ingrediente base.